# Левкосиры
Левкосиры (греч. Λευκόσυροι, то есть белые сирийцы) — древнее название жителей Каппадокии сирийского происхождения, в отличие от смуглых сирийцев.

## История
После того как вошло в обиход название «каппадокийцы», левкосирами стали называться у греков жители прибрежной области между Галисом и Ирием. Они были упомянуты древнегреческим географом и историком Страбоном в его «Географии». В более поздний эллинистический период они в конечном итоге были эллинизированы. На греческом языке термин Леуко-Сири означает: белые сирийцы. Считается, что они жили в районах Понта, Каппадокии, Киликии и других частях центральной Малой Азии. Во время Митридатовых войн левкосирийцы были завербованы в качестве наёмников в понтийскую армию, чтобы отбиваться от римской армии Суллы, а затем и Помпея. Плутарх называет их «сирами» и производит их начало от Сира, сына Аполлона.